# 奧地利海盜黨
奧地利海盜黨 (德語：Piratenpartei Österreichs, PPÖ)為奧地利區域海盜黨國際的活動，它爭取信息自由以及保護隐私权。
第一個海盜黨由 Florian Hufsky 建立，正逢2006年奧地利選舉時期，但是因為未能收集到足夠的連署來參加選舉。
於2010年3月14日，PPÖ 在布雷根茨第一次參與了市政選舉並取得 1.62% 的投票率，但是那不足以用來獲得任何一個席次。
Patryk Kopaczynski、席維斯·海勒、Nico Schaumberger、魯道夫·布魯克及阿里·穆罕默德在2011年7月9日的奧地利海盜黨大會上被選為委員會成員。 Andrea Grasserbauer 及 Shero Mohammed 被選為財務主管。
奧地利海盜黨準備參加2013年國民議會及歐盟選舉。

## 外部連結
- 官方網站 （页面存档备份，存于） （德文）

## 引用
1. ↑  Gemeindewahl 2010 （页面存档备份，存于）, Bregenz 的網站.